# ルートヴィヒ・フォン・ヴェストファーレン
ヨハン・ルートヴィヒ・フォン・ヴェストファーレン（ドイツ語: Ludwig von Westphalen、1770年7月11日– 1842年3月3日）は、プロイセンの自由主義的公務員であり、カール・マルクスの義父。

## 生涯

### 若齢期
1770年7月11日、ヴェストファーレン家の末っ子としてボルンウムアムエルムに生まれた。父フィリップ・フォン・ヴェストファーレン（1724年-1792年）はブランケンブルクの郵便局長の息子で、1764年にブラウンシュヴァイク公フェルディナンドから軍人としての功績を認められ、エードラー・フォン・ヴェストファーレンの称号を与えられていた。フィリップは七年戦争で、公爵の事実上の「参謀長」を務めていた。母であるピタロー家のジェーン・ウィシャートを通じて、多くのスコットランドやヨーロッパの貴族の末裔となった。
広範な教育を受け、ドイツ語と英語を話し、ラテン語・ギリシャ語・イタリア語・フランス語・スペイン語を読解した。コレギウムカロリナム（現在のブラウンシュヴァイク工科大学）と、ゲッティンゲンで学んだ。

### キャリア
1794年、彼ブラウンシュヴァイクで政府の役職に就いた。1797年にエリザベス・フォン・ベルテイムと結婚し、4人の子をもうけた。1804年にブラウンシュヴァイク・ルーネンブルク公国（ヴォルフェンビュッテル）の官職に就いた。
1807年にヴェストファーレンにナポレオン国家（ヴェストファーレン王国）が成立すると、彼はその任に就いた。改革が実行されるのを見たいという願望がその動機出会ったと考えられる。しかし、彼はフランスによる地方政府の支配や他の政策に反対し、そのために最終的ルイ＝ニコラ・ダヴーからの命令によって逮捕され、ギーフホルンの要塞に投獄された。同じ年、最初の妻を亡くした。1809年の夏、ルイはザルツヴェーデルの副首相に任命され、3年後の1812年にカロリン・ヒューベルと再婚し、3人の子供をもうけた。ザルツヴェーデルが再びプロイセンの管理下に置かれた後、1816年にトリーアに新しく設立された地方政府へ異動した。

### 私生活
赴任先のトリーアにてカール・マルクスの父であるハインリヒ・マルクスと出会い、友人となった。それぞれの家族の子供たち、特にウェストファレン家のイェニーとエドガー、そしてマルクス家のソフィーとカールも親しい友人となった。1836年、イェニーとカールが婚約した。ルートヴィヒは1837年に両者の結婚を承認したが、イェニーよりも年下でユダヤ系中産階級のマルクスのことを貴族の娘には不適切な相手であると見做す者もおり、当初は内密にされた。
カール・マルクスはルートヴィヒを「親愛なる父のような友人」と呼び、彼を師と仰ぎ、手本としていた。ルートヴィヒはマルクスをロマン派への熱意で満たし、ルートヴィヒに読み聞かされたホメーロスとシェイクスピアはマルクスにとって生涯を通じてのお気に入りの作家であり続けた。マルクスはまた、ルートヴィヒと一緒にヴォルテールとラシーヌを読んだ。ルートヴィヒは若いマルクスに多くの時間を費やし、2人は近所の「丘と森」を知的に散歩した。サン=シモンの人格と社会主義の教えをマルクスに最初に紹介したのはルートヴィヒであった 。マルクスは1841年に書いた博士論文『デモクリトスとエピクロスの自然哲学の差異について』をルートヴィヒに捧げたが、その中でマルクスは「私の父なる友人であるあなたは、私にとって、理想主義は幻想ではなく真の現実であるという生きた証明であり続けた」と、非常に感慨深い言葉を残している。ジェニーとカールが結婚したのは、ルートヴィヒの死の翌年、1843年のことであった。
保守的で反動的なプロイセン内務大臣フェルディナント・フォン・ヴェストファーレンは子。

### 死
1842年3月3日にトリーアで他界した。